# Limmu
Pour les articles homonymes, voir Limu et Haro Limmu.
« Gelila (Welega) » redirige ici. Pour les autres significations, voir Gelila.
Limmu ou Limu est un woreda de l'ouest de l'Éthiopie situé dans la zone Misraq Welega de la région Oromia. Il compte 72 483 habitants en 2007 et son chef-lieu est Gelila. 

## Situation
Limitrophe de la région Benishangul-Gumuz au sud, le woreda est bordé dans la zone Misraq Welega par Haro Limmu, Ibantu, Gida Ayana et Guto Gida.
Son chef-lieu, Gelila, se situe vers 2 150 m d'altitude dans le nord-est du woreda, une centaine de kilomètres au nord de Nekemte et environ 30 km à l'ouest de la route principale qui va de Nekemte à Bure dans la région Amhara.
La localité appelée Limmu qui se trouve une vingtaine de kilomètres au sud-ouest de Gelila, est sans doute à l'origine du nom du woreda[réf. souhaitée].

## Population
Au recensement national de 2007, la population du woreda atteint 72 483 habitants dont 6 % de citadins, la seule agglomération recensée étant Gelila qui a 4 170 habitants. Près de 50 % des habitants sont orthodoxes, 41 % sont protestants, 8 % sont musulmans et 1 % sont de religions traditionnelles africaines.
En 2022, la population du woreda est estimée à 104 157 personnes avec une densité de population de 83 personnes par km2 et 1 251 km2 de superficie.